# Wellington Tanque
Wellington Luís de Sousa, mais conhecido como Wellington Tanque (Ourinhos, 11 de Fevereiro de 1988), é um futebolista brasileiro que atua como atacante. Atualmente, joga pelo Avispa Fukuoka.

## Carreira
Foi revelado pelo Internacional. Surgiu como promessa, mas foi emprestado a outros clubes para ganhar experiência.
Jogou pelo São Caetano em 2007, mas ganhou destaque foi pelo Náutico. Por causa desse destaque, o Hoffenheim da Alemanha, fez uma boa proposta e o Internacional acabou vendendo.
Em 2010, assinou contrato com o Fortuna Düsseldorf, da segunda divisão alemã.
Em 2011 Wellington vai para a disputa do Brasileirão pelo Goiás, seu atual clube.
Em 2012, ele retornou para o Hoffenheim, da Alemanha, sendo emprestado para o Linense-SP para a disputa do Campeonato Paulista A-1 2012. No final de 2013 transferiu-se para o futebol japonês, indo jogar a J2 League pelo Shonan Bellmare. Conseguiu no final da temporada de 2014, acesso para a primeira divisão japonesa (J League) sendo o artilheiro do clube com 20 gols em 38 jogos.

## Títulos
Internacional
- Recopa Sul-Americana: 2007

Twente
- Campeonato Neerlandês: 2009-10

Vissel Kobe
- Copa do Imperador: 2019

## Contratos
- São Caetano (empréstimo) 14 de Setembro de 2007 a 31 de Dezembro de 2007
- Internacional 26 abril 2007 a 25 de Abril de 2012
- Hoffenheim 08 de junho 2010 a 30 de maio de 2011